# Bucsa
Bucsa is een plaats (község) en gemeente in het Hongaarse comitaat Békés. Bucsa telt 2533 inwoners (2002).